# آلار لواندی
آلار لواندی (انگلیسی: Allar Levandi؛ زادهٔ december ۲۸, ۱۹۶۵ (۵۹ سال)) ورزشکار نوردیک ترکیبی اهل استونی است.
وی در مسابقات کشوری و بین‌المللی در مجموع برندهٔ ۲ مدال برنز شده‌است.